# Айтатский сельсовет
Айтатский сельсовет - сельское поселение в Большемуртинском районе Красноярского края.
Административный центр - село Айтат.

## Население
| 2010 | 2012 | 2013 | 2014 | 2015 | 2016 | 2017 |
| ---- | ---- | ---- | ---- | ---- | ---- | ---- |
| 525  | ↘515 | ↗525 | ↘512 | ↘505 | ↘488 | ↘478 |

## Состав сельского поселения
В состав сельского поселения входят 2 населённых пункта:
| № | Населённый пункт | Тип населённого пункта       | Население |
| - | ---------------- | ---------------------------- | --------- |
| 1 | Айтат            | село, административный центр | 232       |
| 2 | Малый Кантат     | деревня                      | 293       |

## Местное самоуправление
Айтатский сельский Совет депутатов
Дата избрания: 14.03.2010. Срок полномочий: 5 лет. Количество депутатов: 7
Глава муниципального образования
- Бохан Алексей Александрович. Дата избрания: 14.03.2010. Срок полномочий: 5 лет